# 특급 결혼작전
"특급 결혼작전"은 한국에서 제작된 유현목 감독의 1966년 영화이다. 이민자 등이 주연으로 출연하였고 김길룡 등이 제작에 참여하였다.

## 출연

### 주연
- 이민자
- 태현실
- 강신성일
- 김석훈

## 기타
- 원작자: 송숙영
- 조명: 함완섭
- 미술: 정우택